# Бантустан
Бантустан е територия, отделена за черните южноафриканци като част от политиката на апартейд.
През 1913 г. южноафриканското правителство започва изграждане на резервати за част от нeгърското население на страната. През 1951 г. териториите на тези резервати получават статут на „племенни родини“. През 1970 г. на жителите на тези „племенни родини“ им се отнема южноафриканското гражданство, и получават гражданство на тази в която живеят. Общият брой на „племенните родини“ е бил 10 като 6 от тях получават статут на автономни области, а 4 получават пълна независимост. Независимостта обаче никога не е била признавана от друга държава с изключение на самите тях и Република Южна Африка. Всички са реинтегрирани към Южна Африка през 1994 г.
На територията на днешна Намибия, която е била колония на ЮАР, южноафриканското правителство също създава 10 бантустана. Те обаче получават само различна степен на самоуправление, не и независимост. Всички намибийски бантустани са ликвидирани през 1989 г., и са реинтегрирани изцяло към територията на страната по време на процеса, водещ към независимостта ѝ.

## Бантустани в Южна Африка

### Автономни бантустани
- Газанкулу
- Кангване
- КваЗулу
- КваКва
- КваНдебеле
- Лебова

### Независими бантустани
| знаме | име          | столица | площ (км2) | население | независимост |
| ----- | ------------ | ------- | ---------- | --------- | ------------ |
|       | Бопутатсвана | Мабато  | 40 000     | 1 430 000 | 1977-1994    |
|       | Венда        | Тоянду  | 6807       | 558 797   | 1979-1994    |
|       | Транскей     | Умтата  |            |           | 1979-1994    |
|       | Цискей       | Бишо    | 7700       |           | 1981-1994    |

## Бантустани в Намибия
- Каоковелд
- Дамараленд
- Бастерленд
- Тсваналенд
- Намаленд
- Херероленд
- Бушменленд
- Каприви
- Каванголенд
- Овамболенд